# Dreiländerspitze
Dreiländerspitze är ett berg i Österrike, på gränsen till Schweiz. Det ligger i den västra delen av landet. Toppen på Dreiländerspitze är 3 197 meter över havet, eller 343 meter över den omgivande terrängen. Dreiländerspitze ingår i Silvretta Gruppe.
Den högsta punkten i närheten är Piz Buin, 3 312 meter över havet, 2,2 km väster om Dreiländerspitze.
Trakten runt Dreiländerspitze består i huvudsak av kala bergstoppar och isformationer.